# Багнєвські (герб)
Багнєвські (пол.Bagniewski) - шляхетський герб, різновид герба Помян.

## Опис герба
Опис згідно класичними правилами блазонування : 
У золотому полі чорна голова зубра. Клейнод: рука в срібних латах з мечем із таким же лезом і золотим руків'ям. Намет чорний, підбитий золотом. 

## Геральдичний рід
Багнєвські (Bagniewski). 